# 安宅周王廟
安宅周王廟，又作宅腳嶼周王廟、蚱腳嶼周王廟，俗稱周王爺府，臺灣澎湖縣廟宇，東西澳角頭廟之一，位於馬公市安宅里，主祀周府千歲。

## 沿革
「安宅」位在大山嶼北端，屬東西澳管轄，清領時期乾隆37年（1767年）胡建偉的《澎湖紀略》作「宅腳嶼社」，光緒19年（1893年）刊行的《澎湖廳志》則載「蚱腳嶼社」，日治時期大正九年（1920年）改回「宅腳嶼鄉」，1945年二戰之後，原本被併入馬公市東衛里，民國40年（1951年）又另行獨立，因應當地地勢北高南低，有效遮蔽冬北季風，適宜農作，咾咕石堆砌的菜圃（菜宅）常見當地，故更名為「安宅里」，沿用迄今。
根據當地傳聞，某日神明忽於宅腳嶼社發爐降旨，某位來自唐山的布販接獲「周府大王」指示，遂於乾隆42年（1777年）間號召集資，雕鑄周府王爺金身、共建村廟，即此「周王廟」，後又於乾隆53年（1788年）雕作周府二王金身、乾隆58年（1793年），增祀關聖帝君。
而因宅腳嶼所供奉之關聖帝君金身曾駐蹕鄰社東衛，靈驗非常，東衛社居民乃又延請宅腳嶼關聖帝君分香火至東衛天后宮奉祀，嗣後，宅腳嶼周王廟之周府三金身亦遷奉至東衛天后宮中，隨後陸續增祀李府千歲、慈濟真君、溫府王爺及金、朱、王、薛、葉五府千歲等。
綜觀清領時期，周王廟立廟約二百年餘宅腳嶼村人丁始終單薄，人數頂多落在300人左右，村民開始認為乃村廟座向不宜導致風水不佳，約莫於日治時期初期發起重建，將周王廟拆除改坐壬亥朝丙巳向（即坐西北朝東南向），後民國58年（1969年）以及民國90年（2001年）之重建工程，皆採坐壬亥朝丙巳之坐向，延續迄今。

## 建築
民國58年（1969年）的安宅周王廟的起建工程，由知名大木匠師葉根壯擔綱設計，細木作（木雕裝飾）則由安宅當地出身的鑿花匠師蔡櫸（人稱「水櫸司」，泉州匠師黃良嫡傳弟子）率領弟子蔡有忠、蔡耀琪、顏正騰、黃阿祥等負責，剪黏則有王保原師傅、彩繪則為宮牧山師傅等，周王廟為木結構的三進落建築，牆壁則由硓𥑮石堆砌，屋頂理想瓦鋪上玻璃瓦硐以及剪黏堆花等造型裝飾，規制雖不大，但匠心獨運，被譽為集結澎湖匠師工藝大成的代表作。
民國90年（2001年），安宅居民決議拆除舊廟，改建成RC樣貌的水泥建築，耗資新台幣2932萬元整，於民國92年（2003年）落成，即為現狀。

## 鸞堂
日治時期鸞堂信仰風行全澎，安宅周王廟亦因大正11年（1922年）間，周府王爺扶鸞降世的指示，居民成立「歸正社登善堂」，出版善書《新民寶篇》。二戰戰後，民國49年（1960年），「登善堂」易名「德善堂」，另出善書《敦化寶篇》。民國62年至67年（1973年－1978年）間，安宅周王廟一度暫停鸞務，期間於民國65年（1976年）更改堂號為「啟善堂」，付梓善書《和善寶篇》，後又於民國69年（1980）出版《誠善寶篇》。近年安宅周王廟因鸞手欠缺，業已暫停勸善濟世的鸞務。

## 圖輯

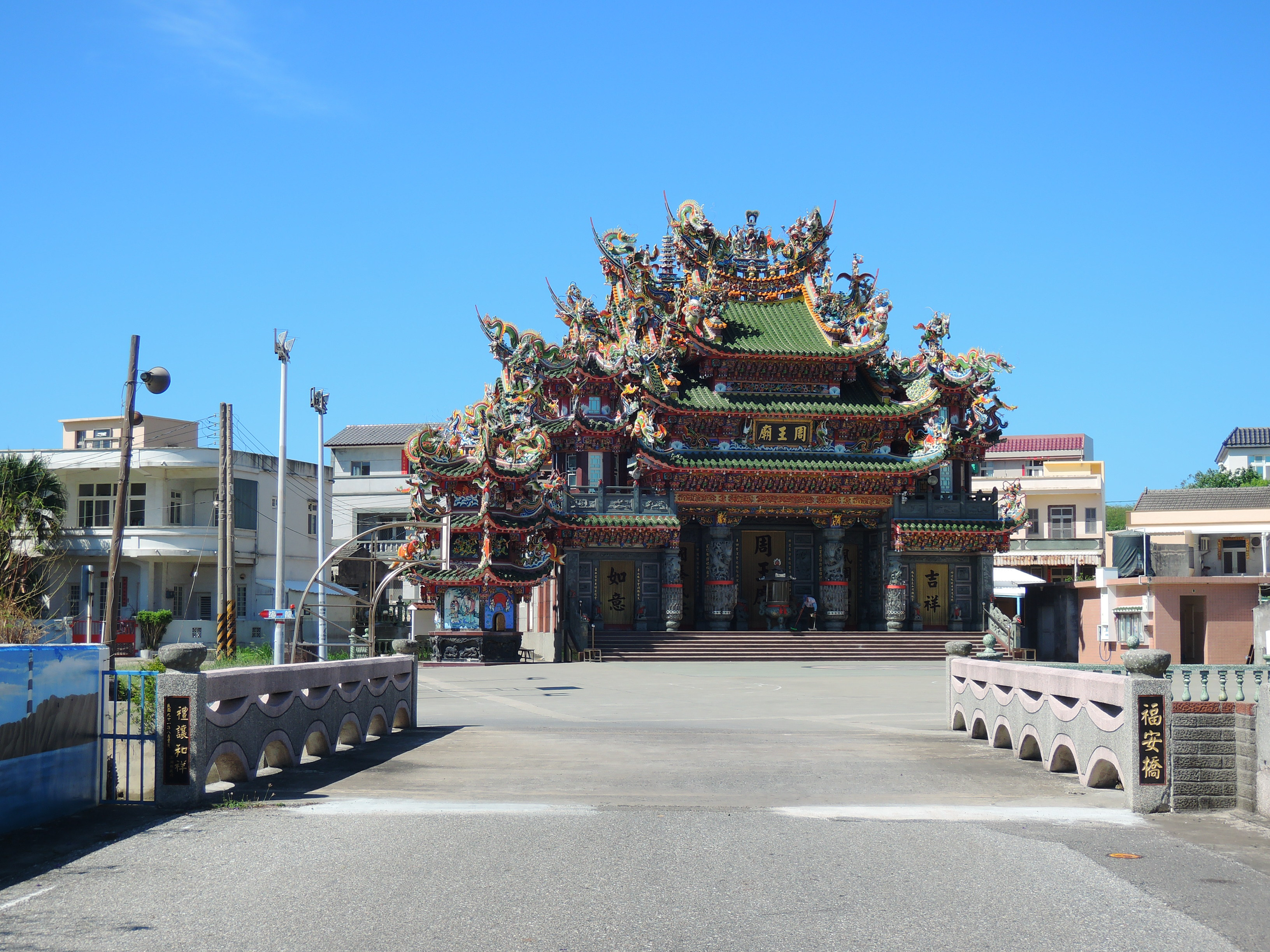
福安橋與周王廟
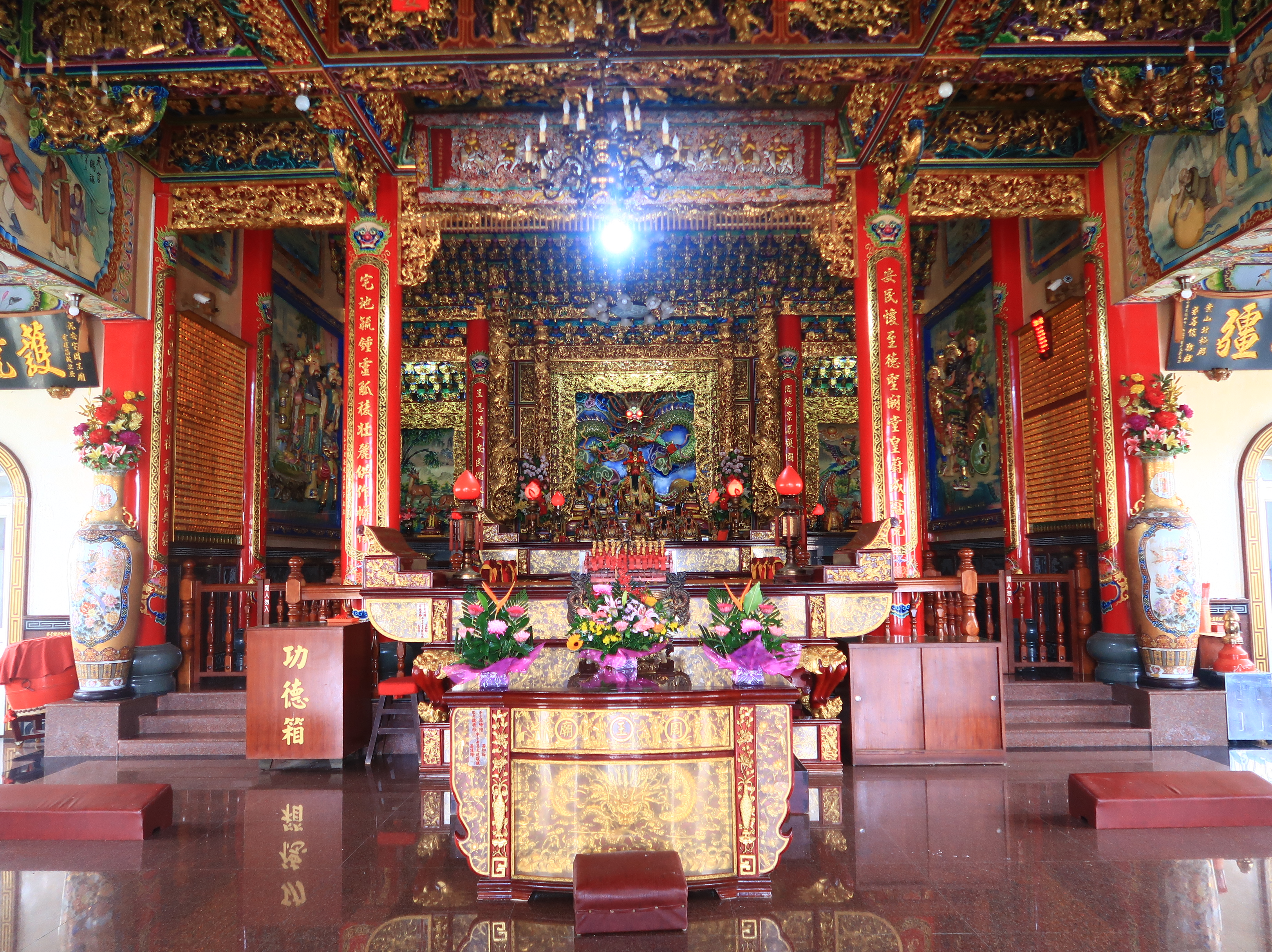
神明廳
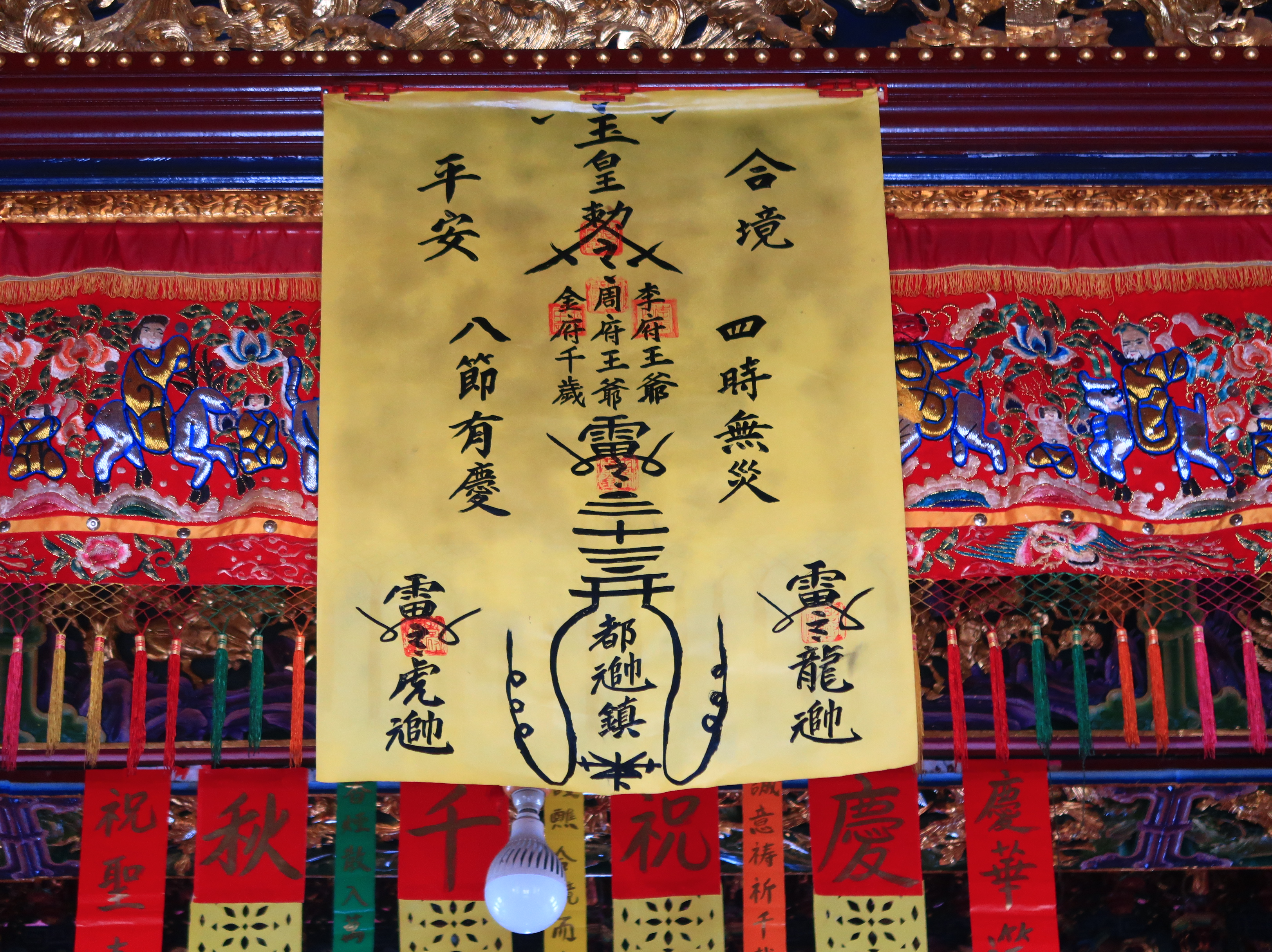
大符雷令（普庵派）
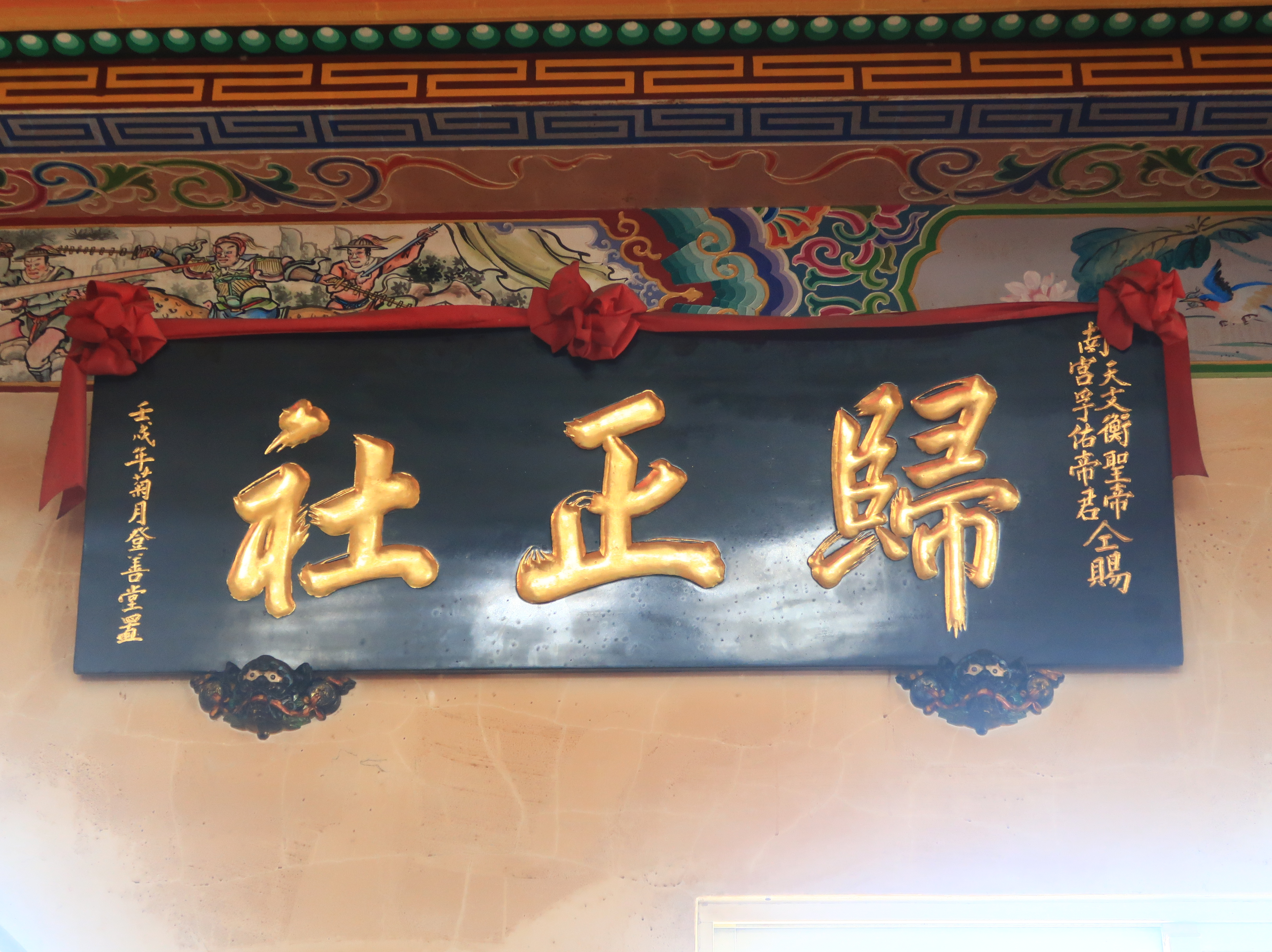
歸正社匾額
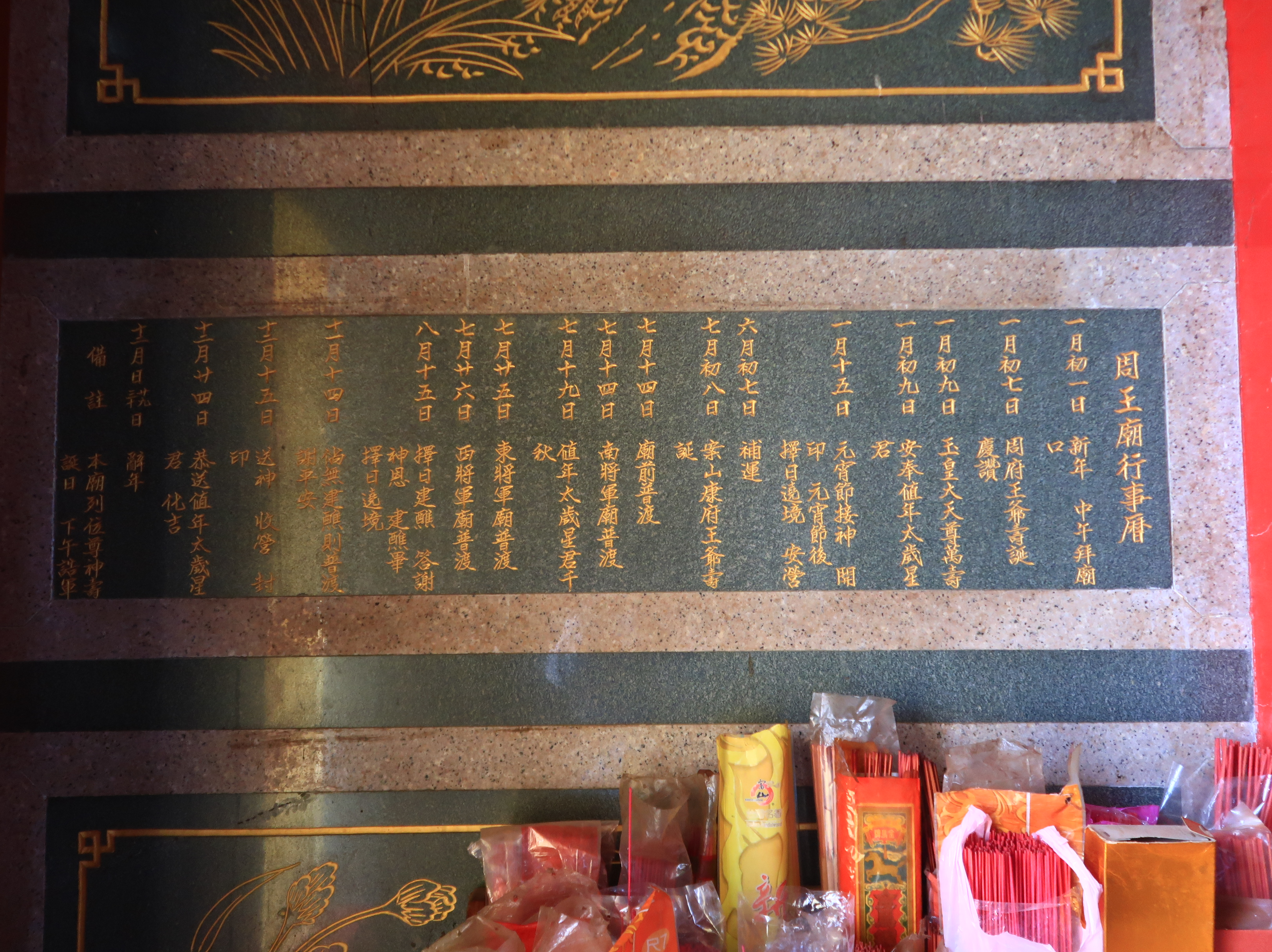
聖誕表
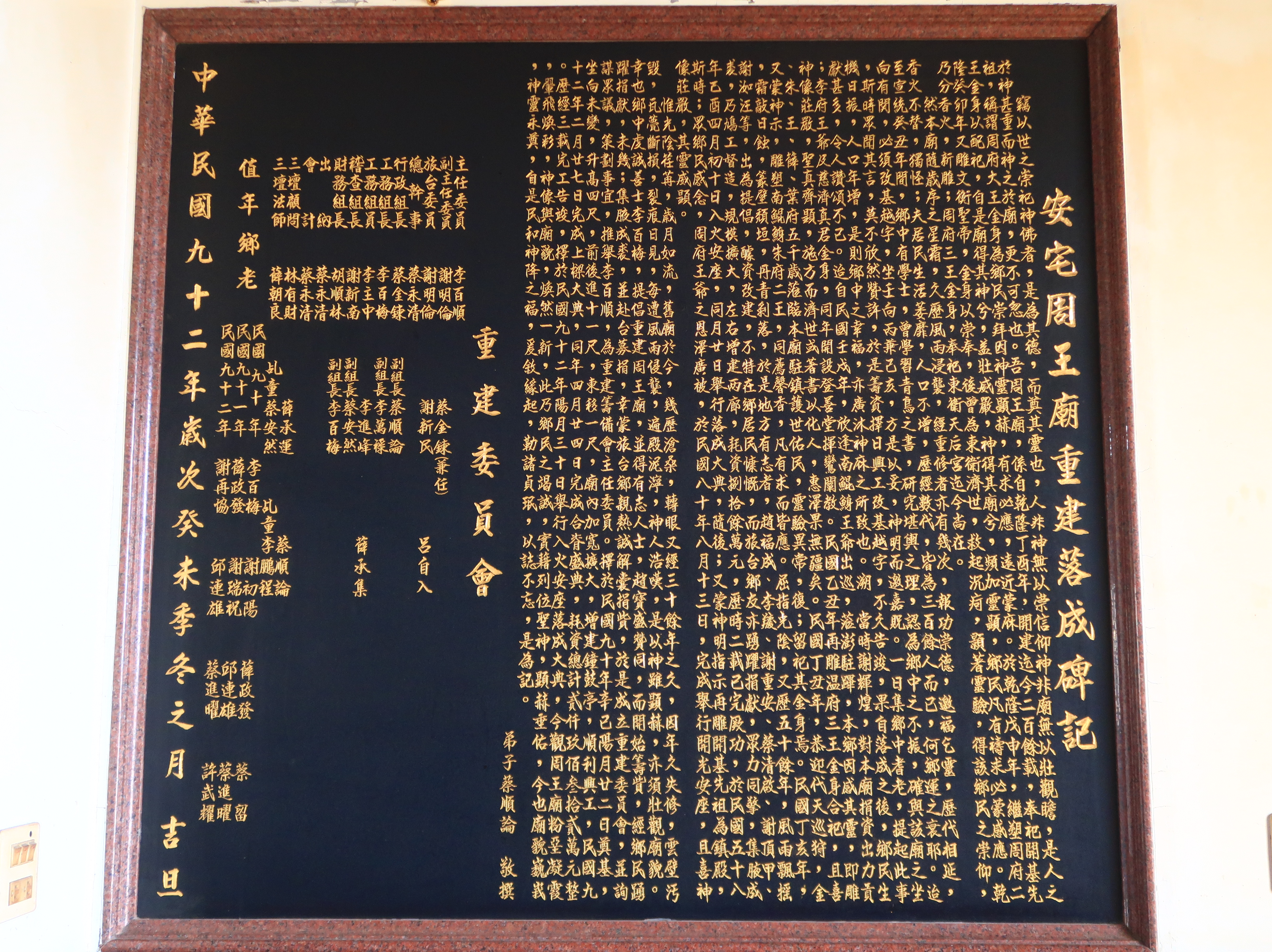
重建落成碑記（2003年）